# Fámjin
Fámjin – miejscowość położona na Wyspach Owczych, na wyspie Suðuroy. Około 115 mieszkańców. Kod pocztowy FO 870. W miejscowym kościele znajduje się oryginał Merkið - flagi Wysp Owczych.

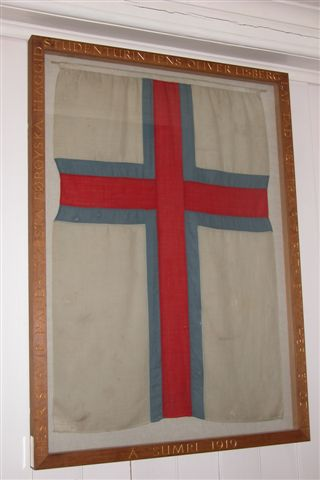
Pierwowzór farerskiej flagi
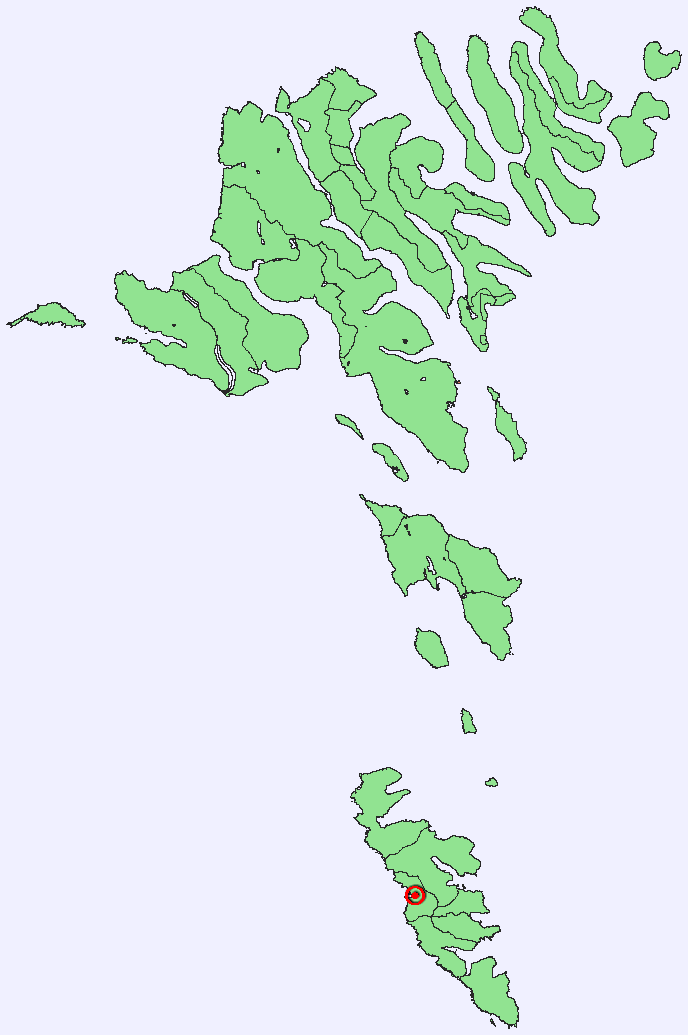
Położenie Fámjin na mapie Wysp Owczych
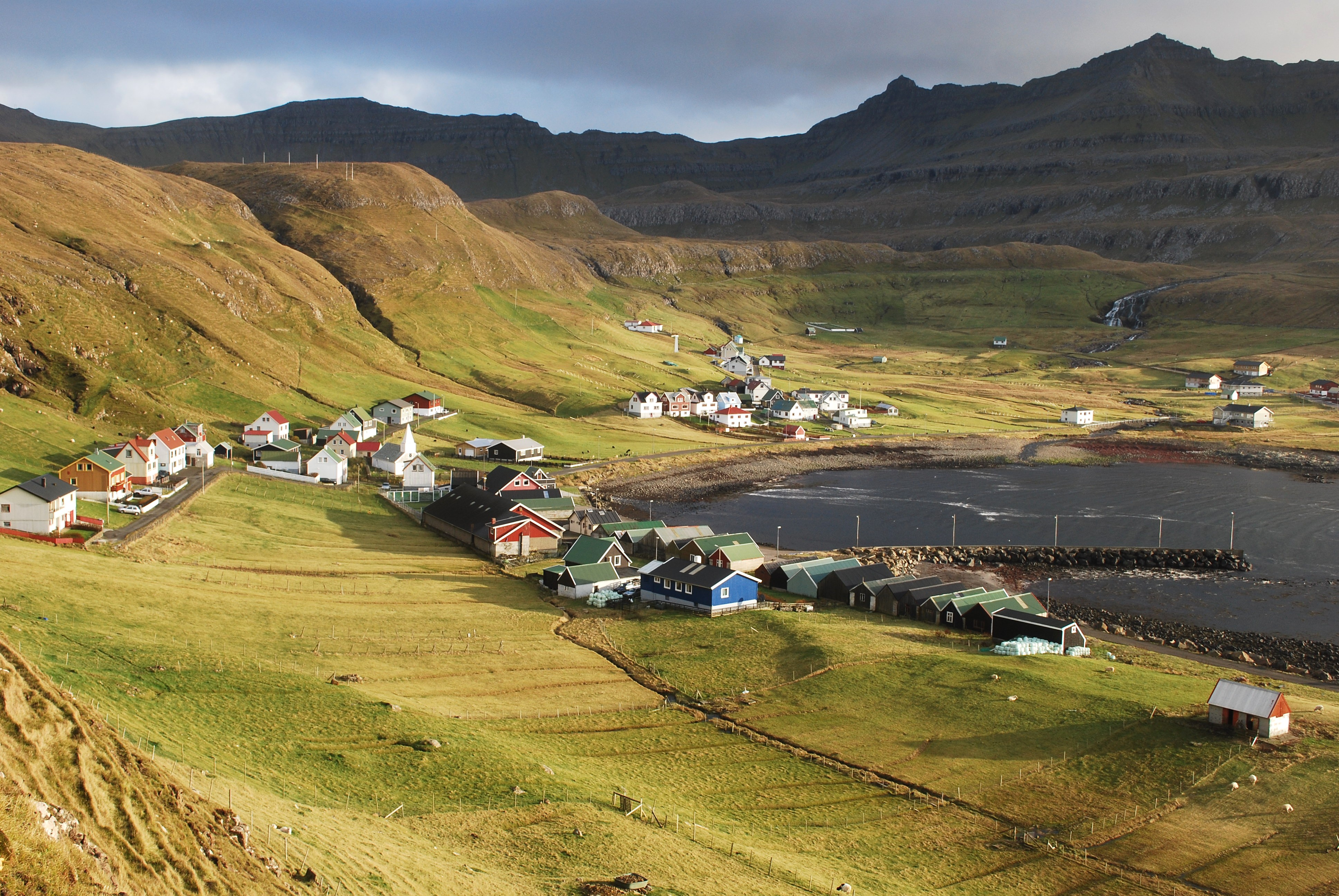